# Xã Dalton, Michigan
Xã Dalton (tiếng Anh: Dalton Township) là một xã thuộc quận Muskegon, tiểu bang Michigan, Hoa Kỳ. Năm 2010, dân số của xã này là 9.300 người.